# Eva Melander
Eva Melander (Gävle, 25 december 1974) is een Zweeds actrice, zowel op het toneel als in speelfilms en televisieseries. Ze is bekend van haar hoofdrol als Tina in het duistere fantasydrama Gräns uit 2018.

## Biografie
Eva Melander volgde van 1998 tot 2002 haar opleiding aan de Theateracademie van Malmö en speelde in diverse theaterproducties, onder andere bij Dramaten, Kulturhuset Stadsteatern, Riksteatern en Radioteatern. In 2015 ontving ze de Daniel Engdahl-beurs van de Zweedse Theaterbond voor haar werk als filmactrice.
Ze is bekend om haar rol als Sebbes moeder in de film Sebbe (2010). Melander speelde ook in Lasse Hallströms Hypnotisören (2012) en in diverse televisieseries en korte films. In 2015 speelde ze in Beata Gårdelers speelfilm Flocken en in de tv-serie Modus.
Bij de Guldbagge-filmprijzen van 2016 won ze de prijs voor "Beste vrouwelijke bijrol" voor haar rol in Flocken. In 2019 won ze een tweede Guldbagge, dit keer in de categorie "Beste vrouwelijke hoofdrol" voor haar rol in de film Gräns. In 2025 ontving ze haar derde Guldbagge, voor "Beste vrouwelijke bijrol" in de filmkomedie Strul.

## Filmografie

### Films
- 2007: Sluta stöna eller dö
- 2010: Sebbe
- 2011: Dublin
- 2012: Hypnotisören
- 2014: Vännerna
- 2014: Allt vi delar
- 2015: Flocken
- 2018: Gräns
- 2020: Inland
- 2020: Charter
- 2021: Pleasure
- 2022: UFO Sweden
- 2023: Konferensen
- 2023: Codename: Annika
- 2024: Strul

### Televisie
- 2005: Lasermannen
- 2006: Mästerverket
- 2012: Äkta människor
- 2014: Bro(e)n
- 2015: Modus
- 2017-2020: Rebecka Martinsson
- 2017: Jordskott
- 2017 Syrror
- 2019: Allt jag inte minns
- 2020: White Wall
- 2021: Snöänglar
- 2021: Deg
- 2021: Den osannolika mördaren
- 2024: Vargasommar

## Prijzen en nominaties
De belangrijkste:
| Jaar | Prijs     | Categorie                  | Film    | Uitslag     |
| ---- | --------- | -------------------------- | ------- | ----------- |
| 2025 | Guldbagge | Beste vrouwelijke bijrol   | Strul   | Gewonnen    |
| 2021 | Guldbagge | Beste vrouwelijke bijrol   | Inland  | Genomineerd |
| 2019 | Guldbagge | Beste vrouwelijke hoofdrol | Gräns   | Gewonnen    |
| 2016 | Guldbagge | Beste vrouwelijke bijrol   | Flocken | Gewonnen    |